# Josenid
Josenid Adamaris Quintero Gallardo (David, Chiriquí; 3 de diciembre de 1998) conocida como Josenid, es una cantautora panameña de reguetón. Empezó su carrera musical a la temprana edad de nueve años, como participante del concurso infantil Canta Conmigo en el 2009, donde logró el tercer lugar. A pesar de no haber ganado, fue elegida por la discográfica Panama Music para realizar un dúo junto con Makano llamado 'Su Nombre en mi Cuaderno'.
A lo largo de su carrera musical ha realizado diferentes sencillos como 'Amor de colegio', 'No le pegues', 'Llegó Navidad' y 'Te voy a olvidar'.
Aparte de su carrera musical, Josenid también ha incursionado en la actuación y el baile, y participó en la cuarta temporada de Dancing With The Stars Panamá.

## Biografía y carrera

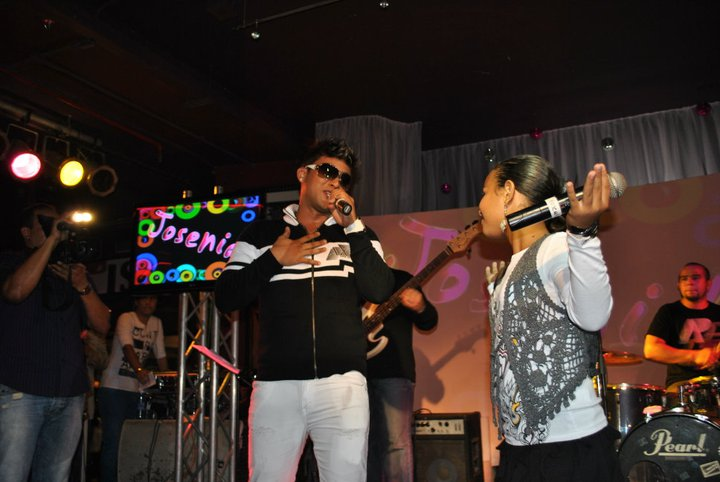
Josenid cantando junto con Makano en 2011

Josenid Quintero nació en la provincia de Chiriquí, Panamá, el 3 de diciembre de 1998. Sus padres son Isenid Gallardo y José De La Cruz Quintero. Inició a cantar a los 4 años en la iglesia. Tiene un hermano menor llamado José Miguel quien padece de hidrocefalia.
En 2009, participó en la segunda temporada de Canta Conmigo. Quedó en tercer lugar y, aunque no ganó, fue seleccionada para realizar un dúo con Makano, así seguiría con su carrera musical en la discográfica Panama Music.
En 2016 se graduó del colegio San Francisco de Asís, y en 2017 recibió una beca para estudiar comunicación audiovisual en Colombia.
En junio de 2020 tuvo a su primer hijo 

## Discografía
| Año  | Título                       |
| ---- | ---------------------------- |
| 2010 | Amor de colegio              |
| 2010 | Muchos colores               |
| 2011 | Creo que estoy enamorada     |
| 2011 | No le pegues                 |
| 2011 | Llegó Navidad                |
| 2013 | Mi primer amor               |
| 2013 | Amor prohibido               |
| 2014 | Te voy a olvidar             |
| 2015 | No te lo mereces ft. Robinho |
| 2016 | Amor complicado ft. El Cursy |